# Antoni Soggiu
Antoni Soggiu és un metge alguerès, impulsor de la revista Verd Alguer i membre destacat d'Òmnium Cultural de l'Alguer. Ha estat el fundador de Radio Sigma, l'única emissora que ha emès en alguerès a Sardenya. Per aquest motiu el 1997 fou guardonat amb un dels Premis d'Actuació Cívica atorgats per la Fundació Lluís Carulla.